# Трубецкой, Михаил Андреевич
Князь Михаи́л Андре́евич Трубецко́й (ум. 5 декабря 1556) — голова и воевода во времена правления Ивана IV Васильевича Грозного.

## Биография
Старший сын последнего удельного князя трубчевского Андрея Ивановича (ум. 1546). Младшие братья — князья Василий Андреевич, наместник в Брянске, и Никита Андреевич, наместник в Белёве.
В 1536—1538 годах служил головою, наместником и первым воеводою «за городом на Резани». В июне 1539 года находился в головою Большом полку под Коломной, «где надобеть послати в головах». В августе 1541 года — первый воевода на «Рязани… за городом», откуда ходил в сход с другими воеводами на берег Оки, от которой в августе отбили крымских татар, после чего опять возвратился в Рязань. В июле 1544 года — воевода сторожевого полка в Коломне.
В 1547 года — второй воевода в Калуге. В 1548 году первый воевода в Туле. В 1549 году, в походе на шведов, второй голова в Государевом полку, руководил 167 детьми боярскими. В мае 1554 году «по крымским вестям» во главе большого полка стоял в Калуге.
5 декабря 1556 года служилый князь и воевода Михаил Андреевич Трубецкой скончался, оставив от брака с некой княжной Ксенией (в иночестве Анисьей) единственного сына Фёдора.